# Warhorse Studios
Warhorse Studios s.r.o. ist ein tschechisches Studio für die Videospielentwicklung mit Sitz in Prag. Das Studio wurde am 21. Juli 2011 von Daniel Vávra und Martin Klíma gegründet als Folgefirma von Prague Game Studios.

## Geschichte
Warhorse Studios bestand nach eigenen Angaben im Jahr 2014 noch aus 11 Mitarbeitern. Zu dem Kernteam (und zugleich den Miteigentümern) gehören Daniel Vávra, Martin Klíma, Viktor Bocan und Zbyněk Trávnický; den größten Anteil besitzt Zdeněk Bakala. Es handelt sich um Entwickler, die früher in Softwareunternehmen wie 2K Czech oder ALTAR arbeiteten und Spiele wie Mafia, Mafia 2, UFO: Aftermath oder Hidden & Dangerous geschrieben haben.
Das erste bekannte Projekt des Studios war das Rollenspiel Kingdom Come: Deliverance, das im Februar 2018 veröffentlicht wurde. An der Entwicklung des Spiels hatten bei Warhorse Studios 110 Personen mitgewirkt.
Warhorse Studios wurde am 13. Februar 2019 von Koch Media, einem Tochterunternehmen der schwedischen THQ Nordic AB, für 42,8 Mio. € übernommen. Im August 2019 hatte das Studio 131 Mitarbeiter. Ein Jahr später war das Team auf über 140 Personen angewachsen.
Im Juni 2021 wurde eine Kollaboration zwischen Warhorse Studios und Saber Interactive bestätigt, um eine Portierung von Kingdom Come: Deliverance für Nintendo Switch zu entwickeln. Im April 2024 wurde Kingdom Come: Deliverance II angekündigt. Bis zum Frühjahr 2024 war das Entwicklerteam auf 250 Personen angewachsen. Nach eigenen Angaben will Warhorse Studios mit Kingdom Come: Deliverance II das Spiel erschaffen, das Kingdom Come: Deliverance sein sollte, aber Warhorse Studios aufgrund mangelnder Ressourcen und Erfahrung nicht konnte.

## Entwickelte Spiele
| Jahr | Titel                        | Konsolen                                                    | Publisher                     |
| ---- | ---------------------------- | ----------------------------------------------------------- | ----------------------------- |
| 2018 | Kingdom Come: Deliverance    | Microsoft Windows, PlayStation 4, Xbox One, Nintendo Switch | Warhorse Studios, Deep Silver |
| 2025 | Kingdom Come: Deliverance II | Microsoft Windows, PlayStation 5, Xbox Series X/S           | Deep Silver                   |